# 亨利·阿福德
亨利·阿福德（英語：Henry Alford，1810年10月7日—1871年1月12日）是一位英国神职人员、神学家、学者、诗人、圣诗作者和多产的作家。

## 生平
阿福德出生于英国伦敦。他的家庭已经有5代人担任英国圣公会的神职人员。他的早年与鳏居的父亲一同度过。他是一个早熟的男孩，在10岁以前已经写了几首拉丁文颂诗、犹太人历史和一系列的布道纲要。在接受过各种私立学校的教育之后，他进入剑桥大学三一学院。
1853年9月，阿福德担任伦敦魁北克小教堂牧师。1857年3月，他被提升为坎特伯雷的教长（Dean of Canterbury），直到1871年去世，他是因过度劳累而损害了健康。

## 发表作品
阿福德的著作共有约50册。他是一位天才的画家，著有图画书《里维埃拉》（1870年），同时还富于音乐和机械天赋。除了编辑出版约翰·唐尼的诗集外，他也出版了几卷自己的诗集，如The School of the Heart（1835年）、The Abbot of Muchelnaye（1841年），以及许多著名的圣诗，其中包括《前进是我口号》（"Forward! be our watchword,"）。此外他还翻译了《奥德赛》。
不过，阿福德最主要的名望还是来自于他的纪念碑式的作品《希腊文新约圣经》 （4册），花费20年时间才得以完成（1841－1861年），第一册出版于1849年，第四册则出版于1861年。在这本著作中，他对主要的圣经抄本进行了仔细的校勘，在很大程度上受到当时德国的圣经高等批评学的影响，不过只是保持了适度的自由主义立场。这种工作更倾向于语言学方面而非神学方面，它标志着对旧的说教式的注释的划时代的改变，大大改变了新约圣经注释的方法。阿福德的著作在很长时间内都是该领域的权威著作，仍然是学生们可以从中挖掘出大量有益资料的来源。